# Grondwet van Peru
De Peruviaanse grondwet is de hoogste wet van Peru.
De huidige grondwet werd van kracht op 31 december 1993. Ze is de vijfde grondwet van de 20e eeuw en verving de grondwet van 1979. De eerste grondwet die van kracht was in Peru, het Statuut van Bayona, stamt uit 1808 onder het gezag van Koning Jozef Bonaparte van Spanje. De eerste grondwet van Peruviaanse bodem werd aangenomen door de Argentijnse vrijheidsstrijder José de San Martín in 1821.